# Грицько Іваненко
Грицько Іваненко (? — † ?) — брацлавський полковник Війська Запорізького.

## Біографія
Переселився в Україну у 1706. Полковник дубосарський, полковник брацлавський (1708—1712), що залишився вірним Петру І, не дивлячись на попередню близькість до Мазепи. Полковник брянського нерегулярного полку (1729).

## Родина
- Батько — І Іваненко (на прізвисько — Багатий), був «гетьманом дубосарським» у Волощині наприкінці XVII ст. У свою чергу, Іван Іваненко був нащадком Івана Лютого з династії Мушатів[1]
- Син — Григорій Іваненко (близько 1720 — † близько 1790) — переяславський полковник Війська Запорізького.